# Malali, Sakleshpur
Malali là một làng thuộc tehsil Sakleshpur, huyện Hassan, bang Karnataka, Ấn Độ.